# Anabasis turkestanica
Anabasis turkestanica là loài thực vật có hoa thuộc họ Dền. Loài này được Korovin ex Iljin mô tả khoa học đầu tiên năm 1936.